# Karoline Jagemann
Karoline Jagemann von Heygendorff (Henriette Karoline Friedericke Jagemann von Heygendorff) (ur. 25 stycznia 1777 w Weimarze, zm. 10 lipca 1848 w Dreźnie) – jedna z najwybitniejszych aktorek dramatycznych i śpiewaczek swego czasu (w Niemczech).
Jej ojciec, Christian Joseph Jagemann, był radcą i bibliotekarzem księżnej-matki Anny Amalii w Weimarze. Aktorstwa i śpiewu nauczyła się pod kierownictwem Augusta Wilhelma Ifflanda i Heinricha Becka w Teatrze Narodowym w Mannheim (Mannheimer Nationaltheater). Zadebiutowała tamże 1792 (miała 16 lat) jako Oberon w operze Paula Wranitzky’ego. Jej repertuar od początku kariery był bardzo obszerny, obejmował partie wokalne zarówno w operach, jak i w operetkach.
Od 1797 robiła karierę w teatrze dworskim (Hoftheater) w Weimarze, którym zarządzał Johann Wolfgang von Goethe. Karolina Jagemann, sopranistka Henriette Eberwein, tenor Carl Melchior Jakob Moltke oraz basista Karl Stromeier tworzyli Kwartet Weimarski (Weimarer Quartett). Książę Karol August miał z Karoliną romans, 1806 urodziła mu syna Karola. 1809 książę mianował ją baronową von Heygendorff, przekazując jej posiadłość ziemską Rittergut Heygendorf. W ten sposób jej syn stał się baronem (Freiherr) Karl von Heygendorff.
Jako protegowana księcia Karolina popadała w konflikt z Goethem, nie akceptując jego zasad inscenizacji przedstawień teatralnych. W 1817 doszło ostatecznie do dymisji Goethego spowodowanej różnicą poglądów na styl wystąpienia Karoliny w kryminalnej sztuce Der Hund von Aubry. Tytułowym psem miał być według Karoliny jej ulubiony pudel, którego chciała zaprezentować na scenie. Po odejściu Goethego kierownictwo teatru przejęła Karolina, aż do śmierci księcia w 1828.
Po odejściu z teatru wyjechała z Weimaru. Zmarła w Dreźnie 10 lipca 1848.